# Mason Trafford
Mason Trafford (Boynton Beach, Florida, Estados Unidos; 21 de agosto de 1986) es un futbolista estadounidense nacionalizado canadiense. Juega de defensor y su equipo actual es el Miami F.C. de la NASL.
Es primo del también futbolista Charlie Trafford, juega en Inverness Caledonian.

## Selección
Ha sido internacional con la Selección de fútbol de Canadá en 1 ocasión sin anotar goles.

## Clubes
| Club                   | País           | Año             |
| ---------------------- | -------------- | --------------- |
| UNLV Rebels            | Estados Unidos | 2000 - 2004     |
| Whitecaps Residency    | Canadá         | 2005 - 2007     |
| Vancouver Whitecaps    | Canadá         | 2008 - 2009     |
| Real Maryland Monarchs | Estados Unidos | 2010            |
| IFK Mariehamn          | Finlandia      | 2010 - 2012     |
| Guizhou Zhicheng FC    | China          | 2013            |
| Ottawa Fury FC         | Canadá         | 2014 - 2015     |
| Miami F.C.             | Estados Unidos | 2016 - Presente |